# آزویجن
آزویجن (به هلندی: Azewijn) یک منطقهٔ مسکونی در هلند است که در مونتفرلاند واقع شده‌است.